# Tenedos honduras
Tenedos honduras là một loài nhện trong họ Zodariidae.
Loài này thuộc chi Tenedos. Tenedos honduras được Rudy Jocqué & Léon Baert miêu tả năm 2002.